# Digital publishing
 (avril 2008).
Si vous disposez d'ouvrages ou d'articles de référence ou si vous connaissez des sites web de qualité traitant du thème abordé ici, merci de compléter l'article en donnant les références utiles à sa vérifiabilité et en les liant à la section « Notes et références ».
Digital publishing est une entreprise fondée en 1994 à Munich (Allemagne). Avec plus de 4,5 millions d'apprentis, elle est l'un des leaders européens de la formation linguistique, en compétition avec Auralog.[réf. nécessaire]
La filiale française de digital publishing forme plus de 10 000 apprentis à l'anglais, l'allemand, l'espagnol, l'italien et le français langue étrangère.[réf. nécessaire]
Digital publishing propose aussi des formules avec des cours en présentiel. 
Les formations s'adressent aux grandes entreprises françaises et internationales[réf. nécessaire], et aux personnes dans le cadre du droit individuel à la formation.